# Avy
Avy är en kommun i departementet Charente-Maritime i regionen Nouvelle-Aquitaine i västra Frankrike. Kommunen ligger  i kantonen Pons som ligger i arrondissementet Saintes. År 2022 hade Avy 491 invånare.

## Befolkningsutveckling
Antalet invånare i kommunen Avy
Referens:INSEE